# Nixapur
Esta página contém alguns caracteres especiais e é possível que a impressão não corresponda ao artigo original.
Nixapur (em persa: نیشابور; romaniz.: Nishapur), também conhecida como Neishabur ou Neshabur, é uma cidade do Irã. Localizada no nordeste do país, Nishapur tem cerca de 230 000 habitantes. A cidade situa-se na província de Razavi Coração, nas proximidades de Mashhad, e sua principal atividade econômica é a agricultura, propiciada pela fertilidade dos vales do Monte Binalub.
Nixapur era um ponto importante da Rota da Seda e possui forte tradição cultural. A cidade atingiu seu ápice como capital do Império Taírida, no século IX. No ano 1000, ela era uma das dez maiores cidades do mundo. Nixapur foi arrasada pelas invasões mongóis, sofrendo o pior ataque em 1221, quando uma filha de Gengis Cã ordenou o massacre de seus moradores. Seu nome deve-se ao xá Sapor I , o provável fundador da cidade.

## Habitantes ilustres
A cidade foi o berço do acadêmico muçulmano Muslim ibne Alhajaje, do imame Aláqueme de Nixapur, do místico sufi Sulami, do poeta e filósofo Omar Caiam, do poeta Faride Adim Attar, do filósofo Haji Bectaxi Uáli, do nababo de Aúde Saadate Ali Cã I, do poeta Heydar Yaghma, do escritor Mohammad-Reza Shafiei Kadkani e do músico Parviz Meshkatian.

## Cidades-irmãs
Nixapur possui as seguintes cidades-irmãs:
- Bactro, Afeganistão
- Herate, Afeganistão
- Marve, Turcomenistão
- Bucara,  Usbequistão
- Samarcanda, Usbequistão
- Quiva, Usbequistão